# Diecéze lavalská
Diecéze Laval (lat. Dioecesis Valleguidonensis, franc. Diocèse de Laval) je francouzská římskokatolická diecéze. Leží na území departementu Mayenne, jehož hranice přesně kopíruje. Sídlo biskupství i katedrála de la Sainte-Trinité de Laval se nachází v Lavalu. Diecéze Laval je součástí církevní provincie Rennes.
Od 21. května 2008 je diecézním biskupem Mons. Thierry Scherrer.

## Historie
Diecéze Laval byla založena 30. června 1855, jako sufragánní diecéze tourské arcidiecéze. Území pro nově vzniklou diecézi bylo vyčleněno z diecézí Angers a Le Mans.
Od 8. prosince 2002 je diecéze Laval sufragánem arcidiecéze Rennes.

## Lavalští biskupové

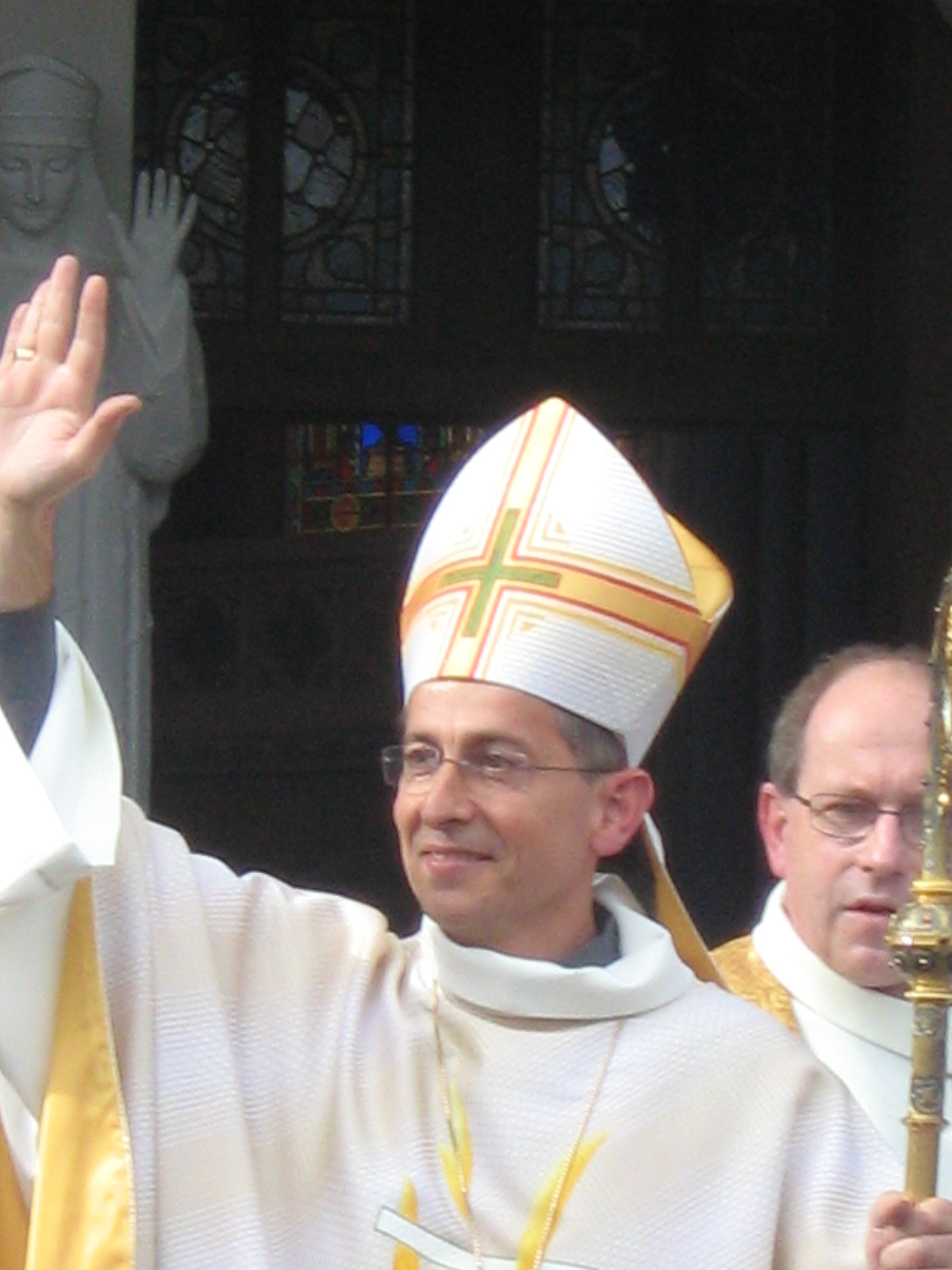
Mons. Thierry Scherrer, 15. biskup Lavalský

1. Casimir-Alexis-Joseph Wicart – 1855-1876
2. Jules-Denis-Marie-Dieudonné Le Hardy du Marais – 1876-1886
3. Victor Maréchal – jmenován 1887 (zemřel v roce svého jmenování)
4. Louis-Victor-Emile Bougaud – 1887-1888
5. Jules Cléret – 1889-1895
6. Pierre-Joseph Geay – 1896-1904
7. Eugène-Jacques Grellier – 1906-1936
8. Joseph-Jean-Yves Marcadé – 1936-1938
9. Paul-Marie-André Richaud – 1938-1950 (jmenován arcibiskupem z Bordeaux; kardinál)
10. Maurice-Paul-Jules Rousseau – 1950-1962
11. Charles-Marie-Jacques Guilhem – 1962-1969
12. Paul-Louis Carrière – 1969-1984
13. Louis-Marie Billé – 1984-1995 (jmenován arcibiskupem z Aix; arcibiskupem z Lyonu; kardinál)
14. Armand Maillard – 1996-2007
15. Thierry Scherrer – 2008- úřadující